# Colección Caplan

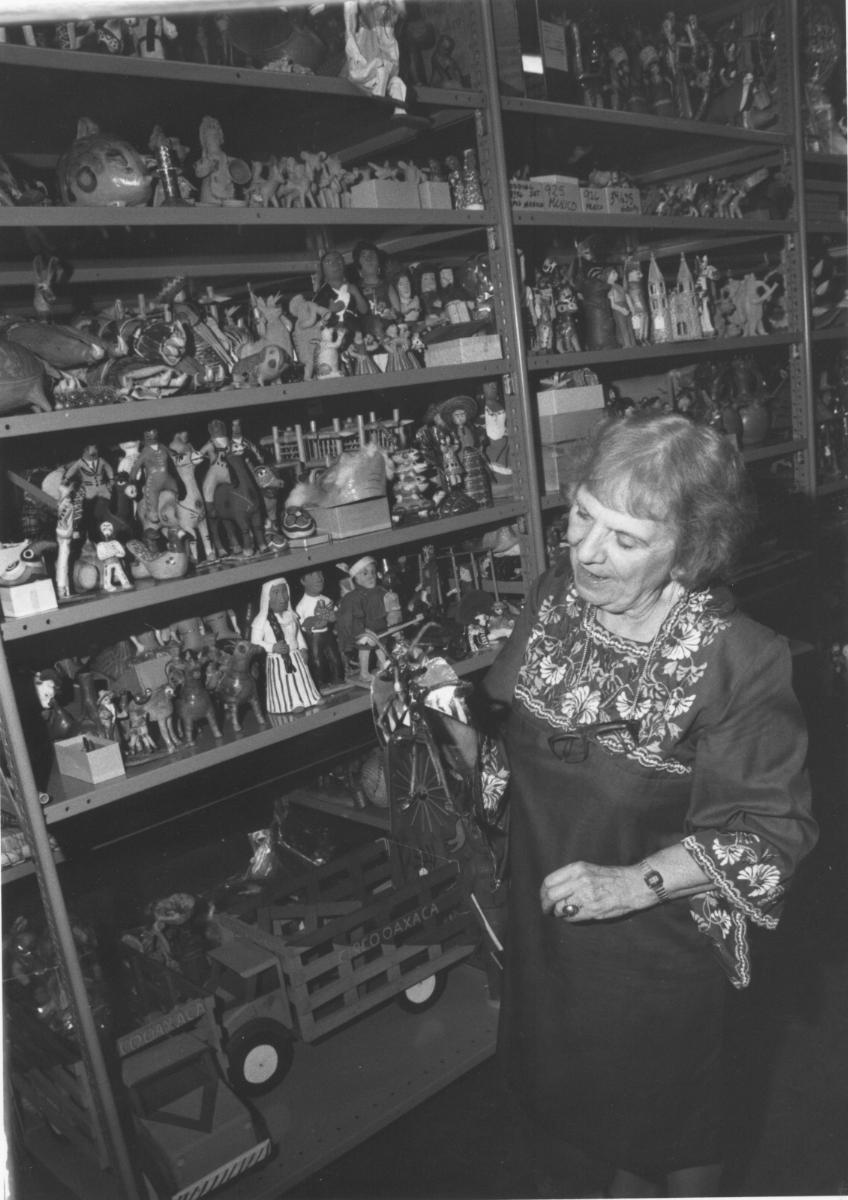
Theresa Caplan con parte de la colección

La Colección Caplan (Caplan Collection) de arte folclórico y objetos de la niñez es conservada por The Children's Museum of Indianapolis (Museo de Niños de Indianápolis); en 1984 fue donada por Frank y Theresa Caplan, dueños de la compañía de juguetes Creative Playthings. El museo comenzó a añadir accesorios a la colección en enero de 1985. La colección consiste en casi 32, 000 objetos; juguetes, muñecas, juegos, instrumentos musicales, máscaras, ropa y arte folclórico de más de 120 países diferentes. 
El museo creó una exhibición específica para la colección, titulada "Passport to the World", (Pasaporte al Mundo), la cual abrió en 1986. 
Inicialmente los Caplan pretendieron que la colección fuera la base de un nuevo Museo de la Fantasía y el Juego, pero esto nunca se llevó a cabo y decidieron donar su colección al The Children's Museum of Indianapolis (Museo de Niños de Indianapolis. Los Caplan gastaron alrededor de $1 millón de dólares en la adquisición de objetos de los años 1965- 1985, algunos de los países representados en estos objetos son Japón, México, Rusia, Alemania, Indonesia, e India.

## Adquisición
Theresa Caplan organizó la colección completa, utilizando 20, 000 fichas las cuales se encontraban meticulosamente documentadas en 28 cajas de zapatos. Todas las fichas fueron organizadas por país y categoría. La colección fue mudada en tres camiones conteniendo 1500 cajas de un almacén y la casa de los Caplan en Princeton, Nueva Jersey a Indianapolis. Todos los objetos fueron temporalmente almacenados en una espacio proveído por Eli Lilly & Co. donde fueron fumigados para prevenir que los insectos entraran al área de almacenamiento del museo. La mudanza de la colección del almacén al museo, y desempacar las 50, 000 piezas le llevó a los empleados del museo 10 meses. Paul Richard, director de los programas del Children's Museum's of Indiaáapolis en 1985, dijo que la institución se encontraba "emocionada" de adquirir la colección "con nuestra filosofía de inspirar la creatividad en los niños, que es exactamente por la misma causa por la cual habían luchado los Caplan".

## Pasaporte a la exhibición mundial
La Colección Caplan fue extensamente usada en la exhibición de ""Passport to the World"" (Pasaporte al Mundo) la cual fue inaugurada en 1986. El tema de la exhibición era "Toda la gente celebra, se comunica, imagina y crea, pero en diferentes maneras" La exhibición fue dividida en cuatro áreas que exponían diversos artefactos, mostrando cómo las cuatro parte del tema estaban representadas en las culturas alrededor del mundo.
La inauguración se llevó a cabo el 6 de diciembre de 1986. Durante la velada estuvieron presentes Frank y Theresa Caplan, miembros de su familia, dignatarios locales, diplomáticos the las Naciones Unidas y de diversos países representados en la colección, al igual que más de 500 invitados y artistas internacionales. Miembros de la familia de Pedro Linares de México expusieron la fabricación de alebrijes, sus auténticas, fantásticas criaturas de papel maché mientras que grupos de músicos internacionales y bailarines se presentaban dentro del museo.

## Arte Folklórico y juguetes
Aspectos más destacados de la colección incluyen los títeres sombreados ""shadow puppets" de Indonesia e India, títeres de madera tallada de Malí y Burma, un helicóptero de guardia de México, una orquesta gamelana de Indonesia, un taburete con cuentas de Camerún, un castañuelas sonajero de Portugal, figuras de hoja de maíz de Checoslovaquia, juguetes fabricados por los niños de Zaire, Tanzania y Brasil, tejidos de Egipto, figuras talladas de Polonia, y máscaras ceremoniales de Sri Lanka, Japón, Guatemala, Nepal y Burkina Faso.

### Expandiendo la colección
Desde la donación original realizada por los Caplan, el museo ha continuado con la colecta de objetos que realcen y den fortaleza a la colección. 
De estas adquisiciones destaca una máscara de la transformación de un cuervo de la gente Kwakiutl, Columbia Británica y figuras de Día de Muertos de México. Objetos únicos incluyendo figurines de ataúdes hechos por Kane Kwei y Paa Joe de la gente Ga de Teshi-Acra, Ghana.

## Artistas Folklóricos
Obras de muchos artistas internacionales renombrados se encuentran en la colección: papel maché alebrijes por familia Linares de México, figuras de narradores Nativos Americanos por Dorothy Trujillo del Pueblo Cochiti en Nuevo México, así como miles de artesanos anónimos cuyos trabajos fueron comprados por los Caplan en mercados y bazares de los países que visitaban.

## Galería

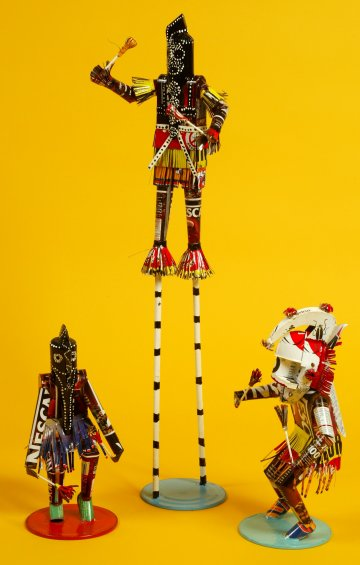
Un bailarín Dogon
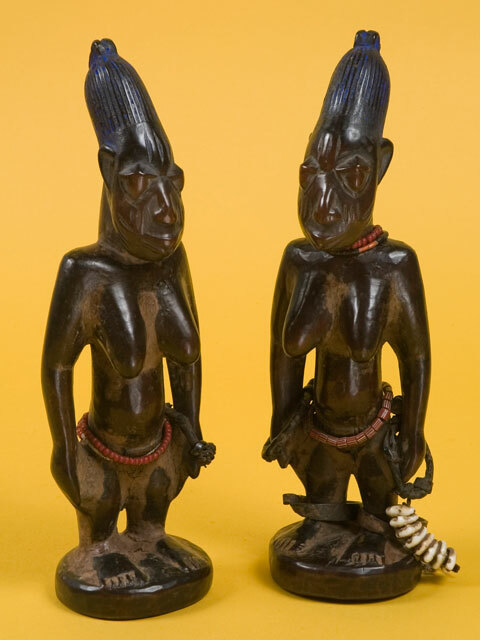
Figuras femeninas gemelas ere ibeji